# 伊德斯·波斯特马
伊德斯·波斯特马（荷蘭語：Ids Postma，1973年12月28日—），荷兰男子速度滑冰运动员。他曾代表荷兰获得1998年冬季奥运会速度滑冰比赛男子1000米金牌和1500米银牌。

## 家庭
妻子安妮·弗里辛格-波斯特马是德国速度滑冰运动员。